# Franz Ziereis
Franz Ziereis (13. srpna 1905 Mnichov – 24. května 1945) byl velitelem koncentračního tábora Mauthausen-Gusen od roku 1939 až do osvobození v květnu 1945.

## Mládí
Franz Ziereis se narodil v Mnichově. Jeho otec byl drožkářem a padl v první světové válce. F. Ziereis strávil 8 let na základní škole a poté se stal učněm a poslíčkem v obchodním domě. V tomto období zároveň studoval večerní obchodní školu. Od roku 1922 pracoval jako dělník v truhlárně.
V roce 1924 ztratil zaměstnání a proto se rozhodl stát profesionálním vojákem. Dne 1. dubna 1924 podepsal dvanáctiletý závazek ke službě v tehdejší německé armádě. Po vypršení závazku byl 30. září 1936 v hodnosti šikovatele propuštěn z armády.

## Kariéra u SS
Po ukončení vojenské kariéry vstoupil do SS. V hodnosti Obersturmführera se stal výcvikovým instruktorem oddílů Totenkopfverbände, určených ke strážní službě v koncentračních táborech. Od roku 1937 byl velitelem 22. setniny Totenkopfverbände detašované v Braniborsku. Ještě téhož roku byl během výcviku vážně zraněn na koleni, což si vyžádalo delší hospitalizaci. V březnu 1938 se zúčastnil v řadách mobilních jednotek Totenkopf obsazení Rakouska. Na počátku června 1938 byl převelen jako instruktor ke standartě (jednotka o síle pluku) Thüringen.

## Mauthausen-Gusen
Z rozkazu Theodora Eickeho, velitele jednotek Totenkopf a inspektora koncentračních táborů, vystřídal 9. února 1939 Alberta Sauera ve funkci velitele koncentračního tábora Mauthausen-Gusen. Podle pozdějších výpovědí vězňů proslul značnou krutostí a bezohledností, měl dovolit svému jedenáctiletému synovi střílet vězně zepředu[zdroj?].
Dne 25. srpna 1939 byl povýšen do hodnosti Sturmbannführera a 20. dubna 1944 za své „výjimečné úspěchy ve funkci velitele tábora“ získal hodnost Standartenführera.
Dne 3. května 1945, dva dny před osvobozením tábora americkou armádou, Ziereis společně se svým synem a manželkou uprchl. Podle přísežného prohlášení jiného vězně z Mauthausenu, Hanse Maršálka, byl 22. května 1945 americkými vojáky vypátrán ve své lovecké chatě v průsmyku Pyhrn v Horních Rakousích. Pokusil se uprchnout, ale byl 3× postřelen do břicha a vážně zraněn. Po svém zatčení byl dopraven do americké nemocnice zřízené v táboře Gusen I, kde byl v přítomnosti velitele 11. obrněné divize Seibela, bývalého vězně a lékaře Dr. Koszeinskiho a dalšího neznámého polského občana 6–8 hodin vyslýchán Marsalkem v noci z 22. na 23. května. Přiznal se k vraždě asi 4 tisíc vězňů, mezi jinými zařazováním do oddílů trestných prací, hloubením tunelů nebo řízením pojízdné plynové komory. Kromě toho řekl, že z tetované lidské kůže byla vyrobena stínítka lamp, knižní obaly a kožená pouzdra.
Druhá, kratší verze popisu událostí z fotoalba amerického lékařského důstojníka maďarského původu narozeného ve Vídni a absolventa vídeňské lékařské fakulty Oscara Rotha se s Marsalkovou verzí shoduje v podstatných bodech.
Ziereis zemřel 24. května.